# Shenzhen Jixiang Tenda Technology Co., Ltd
Shenzhen Jixiang Tenda Technology Co., Ltd. (深圳市吉祥腾达科技有限公司), prescurtat Tenda (腾达) sau Shenzhen Tenda Technology Co., Ltd. sau Tenda Technology este o companie înființată în 1999, de renume mondial în domeniul dispozitivelor și echipamentelor de rețea din Republica Populară Chineză, Shenzhen.
Compania furnizează soluții de rețea accesibile și ușor de instalat, oferind produse inovatoare pentru a facilita un stil de viață inteligent. Cu o cultură corporativă care atrage talente excepționale, Tenda continuă să inoveze și să se extindă pe piața globală. Parteneriate strategice, cum ar fi cel cu Broadcom în 2012, au consolidat poziția Tenda ca lider în tehnologie, adoptând cipuri de înaltă performanță pentru a asigura calitatea produselor lor. Angajamentul Tenda pentru inovație este evidențiat prin cele 6 centre R&D și cu o bază de producție de 120000 m² cu o capacitate de producție de 250000 echipamente pe zi, una dintre cele mai mari din lume, plus alte facilități în construcție. 
La 1 martie 1999 compania a fost înființată și este condusă și în prezent de Quán Dēngpíng (全登平), reprezentând în fapt o afacere de familie, 100% privată, și nu este deținută de nicio entitate guvernamentală. În 2009 acesta înființează încă o companie de tehnologie, Shenzhen Heweishun Network Technology Co., Ltd. (深圳市和为顺网络技术有限公司), care deține marca de echipamente și servicii de rețelistică IP-COM, 100% privată. 

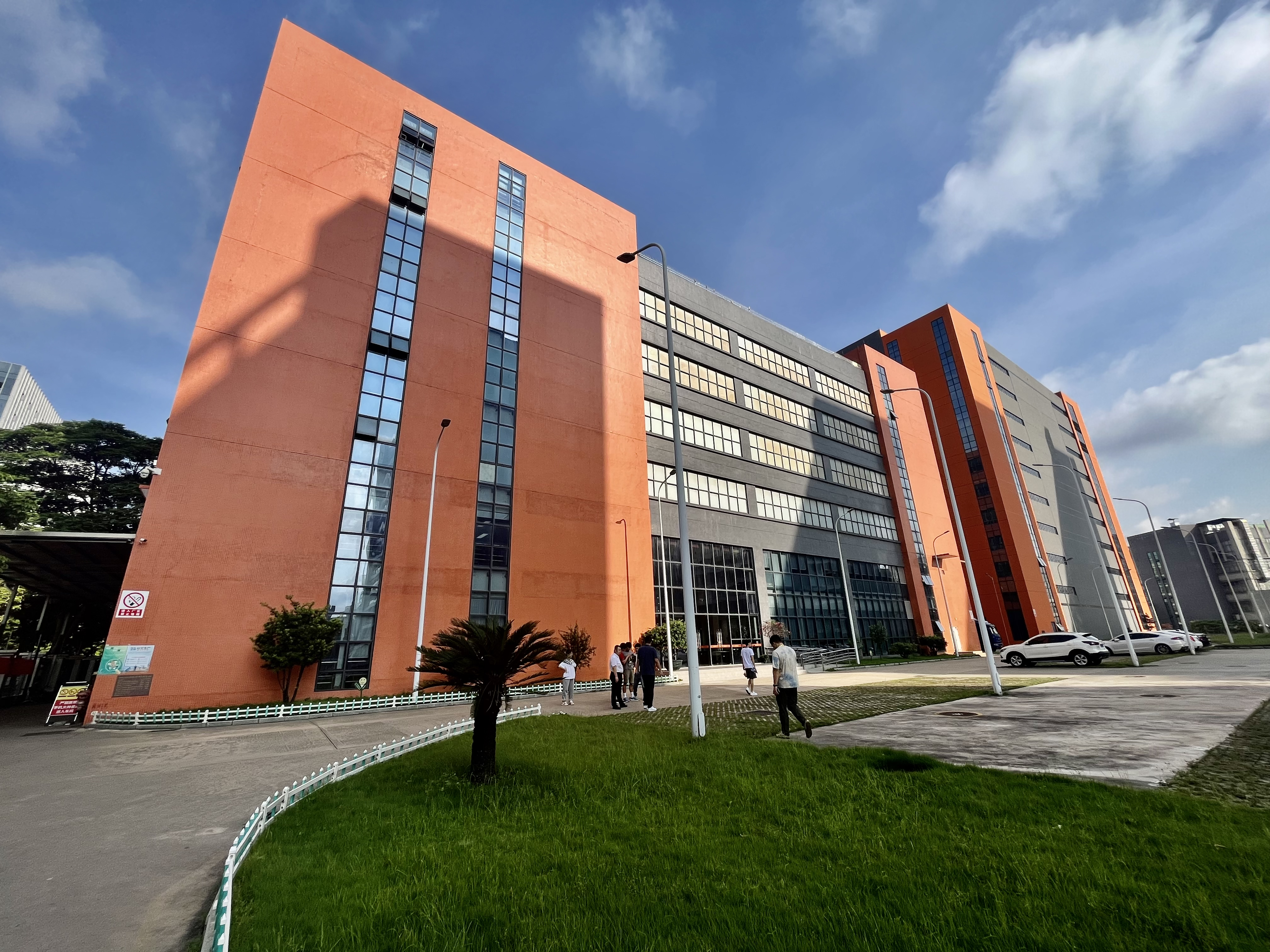
Tenda Technology Building, International E City, strada Zhongshan Yuan, nr. 1001, district Nanshan, Shenzhen, R.P. Chineză.

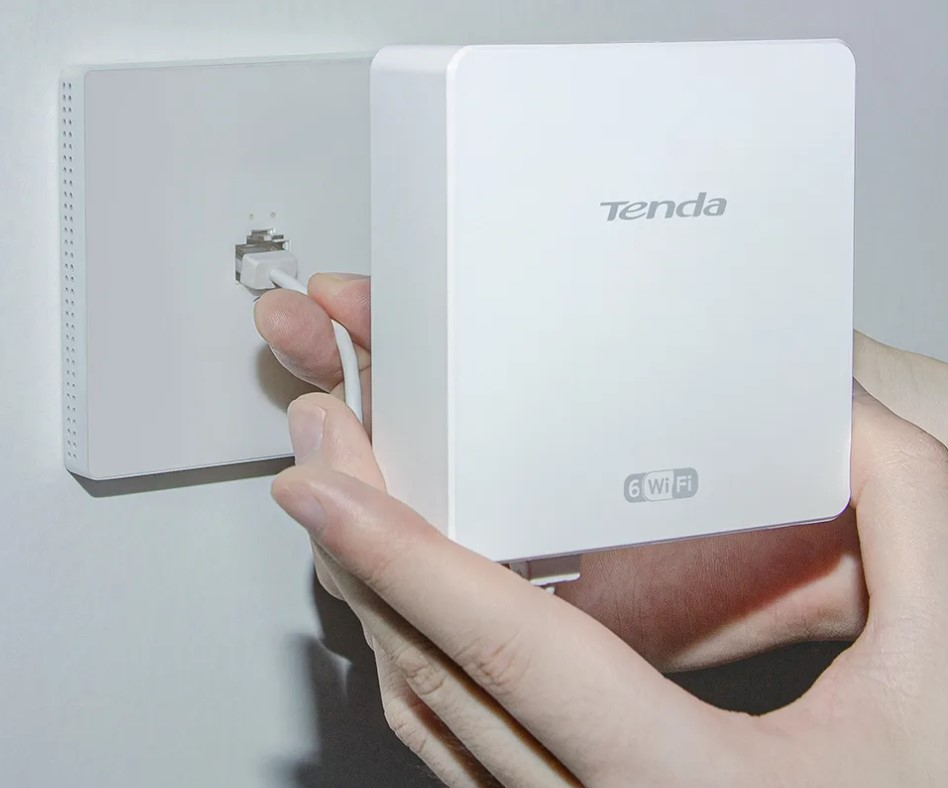
W15-Pro, un punct de acces Wi-Fi cu montare în cutie de joncțiune 86x86 sau peste. Are o proiectare inovatoare, în care antenele sunt peste perete oferind o propagare uniformă, în întreaga incintă, a undelor radio.

Tenda este cunoscută pentru gama sa variată de dispozitive de rețelistică, care sunt proiectate pentru rețelele de domiciliu, cât și pentru cele de la birou. Cu o gamă care include switch-uri (precum switchuri independente, switch-uri stacabile), echipamente multifuncționale de comunicare wireless pe distanțe mari (tip CPE, comunicare P2P și P2MP), puncte de acces Wi-Fi, media convertoare, module SFP, rutere multifuncționale, rutere Wi-Fi, rutere multi-WAN, rutere portabile (MiFi), sisteme mesh, repetoare Wi-Fi, dispozitive Powerline, adaptoare Wi-Fi, soluții pentru rețele mobile, injectoare PoE, NVR-uri și camere IP. Tenda oferă soluții de rețelistică ușor de instalat și la prețuri accesibile. Datorită capacităților extinse de producție și R&D, compania proiectează și produce în sistem ODM pentru multe alte companii cunoscute la nivel mondial, majoritatea fiind concurenți direcți.
Tenda are o prezență globală în peste 120 de țări.

## Istoria companiei
- 1999 Quán Dēngpíng (全登平) pune bazele companiei care vizează a deveni lider în furnizarea echipamentelor de rețelistică. Sunt lansate primele adaptoare pentru rețea și sunt exportate cu succes în Turcia, Marea Britanie, Hong Kong și Orientul Mijlociu.
- 2000 Se înregistrează marca Tenda în China.
- 2006 Înregistrarea mărcii Tenda în peste 35 de țări.
- 2007 Tenda Technology primește distincția pentru “Brandul inovator al anului” în cadrul celei de-a doua ceremonii pentru recunoașterea brandurilor de top din IT din China. Această distincție e una dintre cele mai importante distincții de pe teritoriul R.P. Chineze.
- 2011 Începe colaborarea cu liderul mondial în furnizarea de chipset-uri, Broadcom și se pun bazele parteneriatului strategic între Tenda și Broadcom. Se lansează dispozitivele wireless cu instalare rapidă.
- 2014 Produsele Tenda deja se vindeau în mod constant în peste 100 de țări.
- 2019 Se începe construirea fabricii de la Songshan Lake (Faza I). Se inaugurează centrul unificat de Cercetare-Dezvoltare (R&D) cu laboratoare certificate de cercetare, dezvoltare, testare și verificare a echipamentelor.
- 2021 Firma a primit premiul "Shenzhen Advanced Manufacturing Pioneering Bull". Compania a fost inclusă în Top 500 firme de producție din provincia Guangdong, pe poziția 139. În luna mai a fost perfectat acordul oficial Tenda Global Intelligent Manufacturing și centrul pentru cercetare-dezvoltare din Changsha.[5] Centrul Tenda de cercetare-dezvoltare din Changsha a fost inaugurat în luna martie.
- 2022 În octombrie 2022 s-a finalizat proiectul pentru faza II pentru extinderea facilității de producție Tenda din Songshan Lake. Centrul de cercetare-dezvoltare Tenda Xi'an a fost inaugurat în iunie 2022.[6]

## Facilități, fabrici, R&D, birouri și angajați

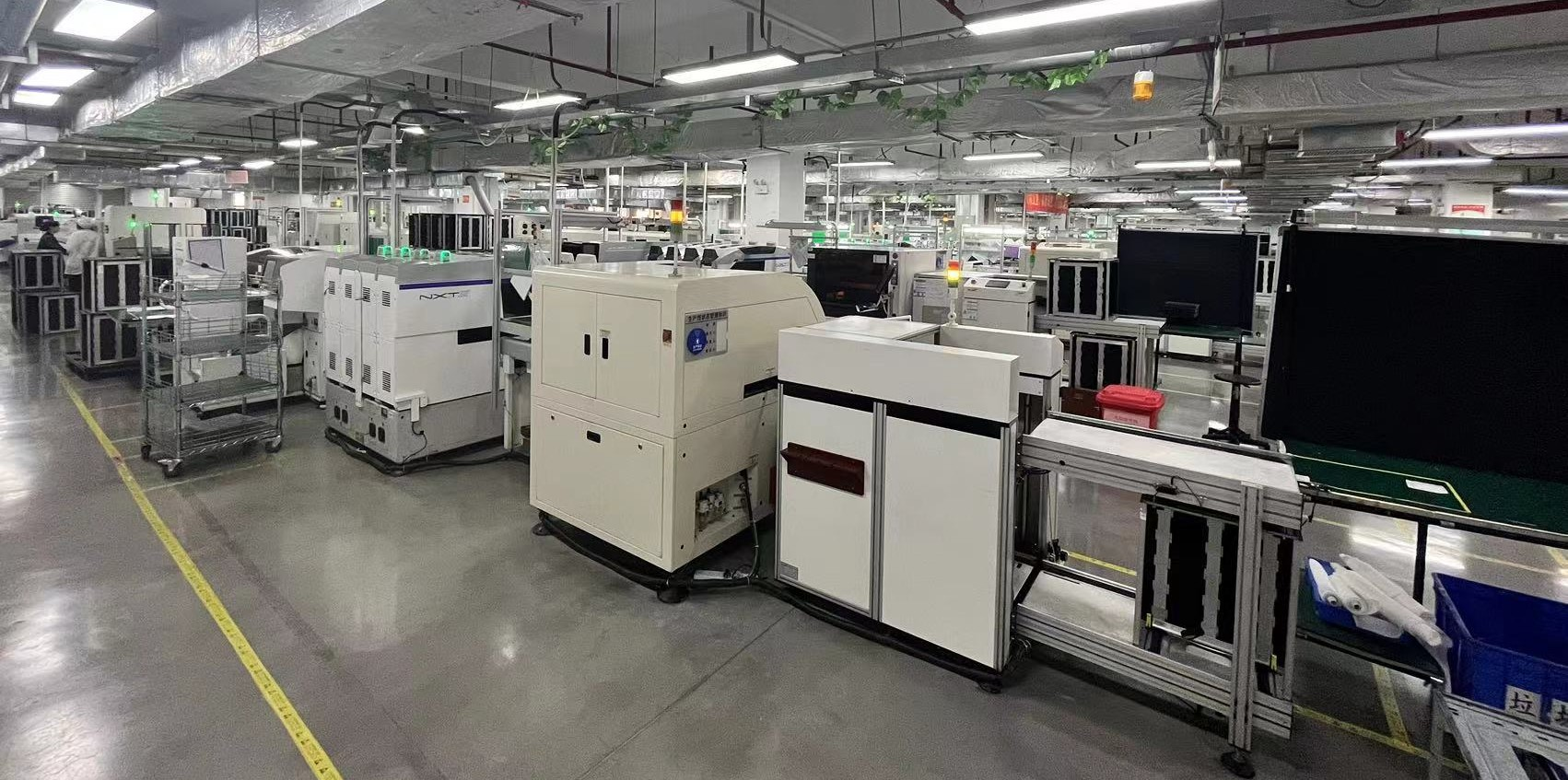
O imagine a uneia dintre incintele de producție și asamblare a echipamentelor, întinse pe mai multe nivele cu un total de 120 000 mp.

Centrul de producție al Tenda, situat în Parcul Industrial Songshan Lake din Dongguan, este un exemplu de modernitate și eficiență. Acesta a fost construit printr-o investiție considerabilă de aproximativ 84,24 milioane de euro și se întinde pe o suprafață de 120.000 de metri pătrați. Tenda mai are 6 centre de dezvoltare (R&D) în China în Changsha, Xi'an, Chengdu, Shenzhen și Hangzhou și unul în Silicon Valley (SUA). În 2022 centrele de cercetare și dezvoltare aveau un total 600 de angajați. În plus, compania reinvestește peste 10% din veniturile anuale din vânzări în cercetare și dezvoltare, subliniind angajamentul său față de inovație. În China are un număr de 4000 de angajați, anul 2024.

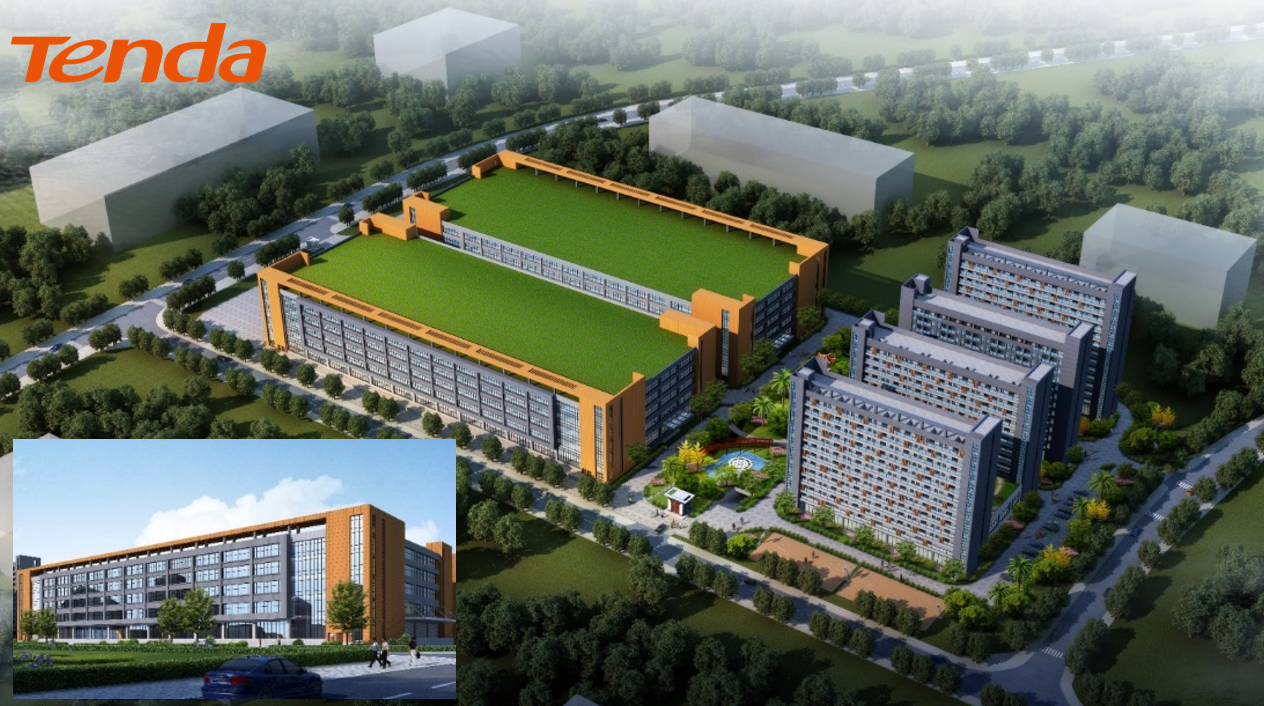
Complexul sediului principal Tenda Technology. Randerizare.

Are linii de producție automate complete pentru aparate și piese complete, capabilități mature de testare automată și o echipă profesionistă de producție. Capacitatea de producție este de până la 250.000 de echipamente complete pe zi, iar capacitatea de producție este printre primele din lume. Linia de producție automatizată a dus la o rată extrem de mică a produselor defecte. La nivelul anului 2020 avea 40 linii SMT și 30 FAL  (Fast Assembly Lines) și în creștere după 2022.

Shenzhen Tenda Technology Co., Ltd. nu doar că dezvoltă, produce și ambalează produsele sale, dar face același lucru și pentru alte branduri de rețelistică și sisteme de securitate video recunoscute la nivel mondial. Multe dintre echipamentele acestor branduri cunoscute sunt create de la zero de către inginerii de la Tenda. Pe lângă mărcile consacrate la nivel mondial pentru care produce, compania oferă servicii ODM pentru multe alte mărci. ODM (Original Design Manufacturing) este un termen care descrie o companie care proiectează și produce un produs care este apoi vândut sub marca altei firme. În acest aranjament, firma care comandă produsele nu trebuie să se ocupe de cercetare, dezvoltare sau producție, ci doar de vânzarea produsului finit sub propria marcă.

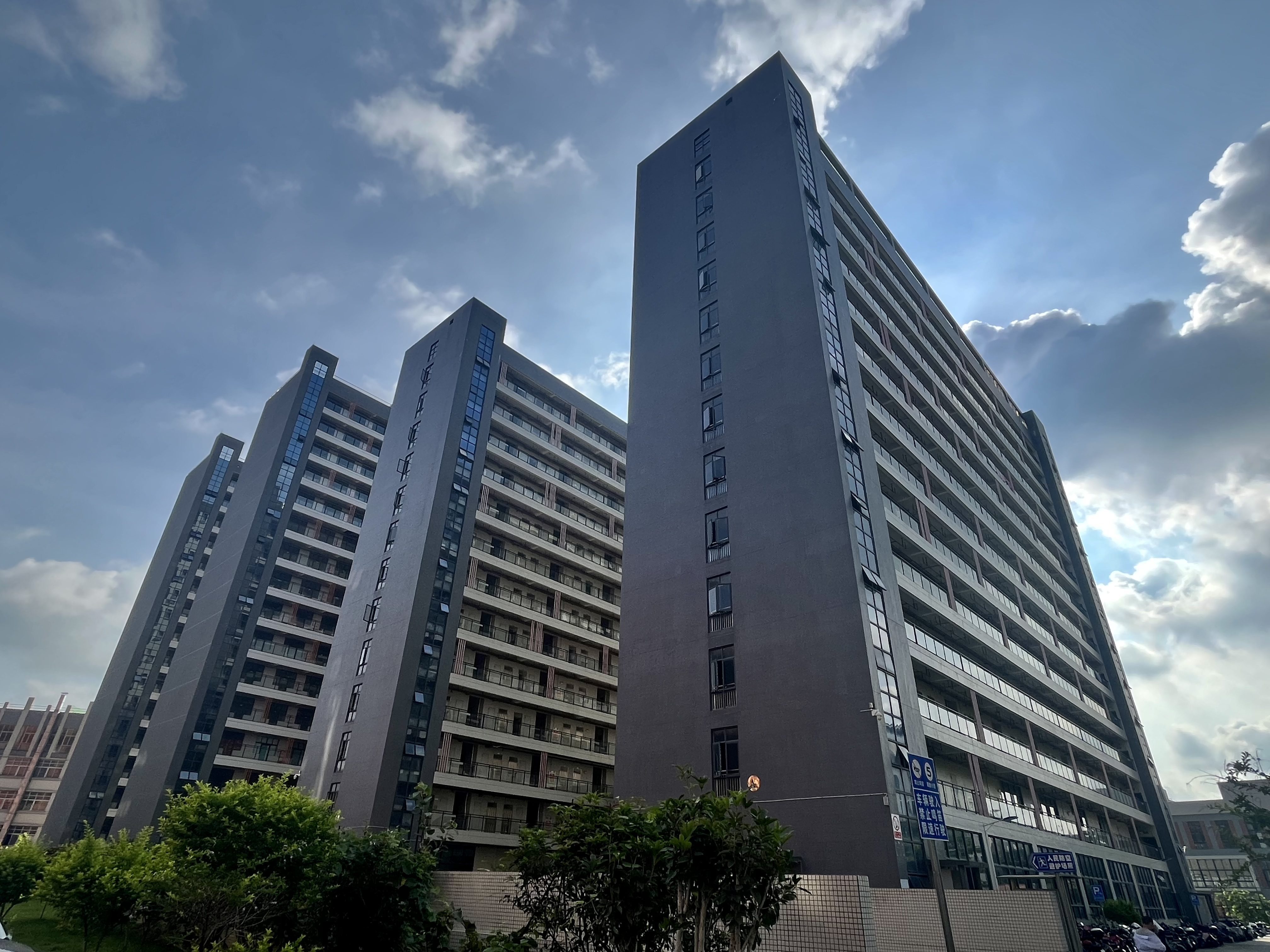
Tenda Dormitory construite lângă fabrică oferă cazare pentru angajați, o strategie care reduce costurile și întârzierile, totodată crește performanța, beneficiile și loialitatea angajaților și creează o comunitate unită.

La finele anului 2021 compania avea  21 de sucursale interne crescând la 26 până în 2023, precum și o rețea completă de agenții de vânzări în toată China. Produsele și soluțiile Tenda sunt exportate în peste 120 de țări din întreaga lume, demonstrând astfel amploarea globală a companiei. În afara granițelor Chinei, Tenda a stabilit 9 centre logistice cheie în regiuni precum Orientul Mijlociu și Africa (MEA), Europa de Est, Brazilia, Polonia și altele. Aceste sucursale se ocupă de operațiunile logistice din mai multe țări importante din regiunile aferente. În plus, la nivelul anului 2023, Tenda avea 35 de reprezentanțe oficiale internaționale, anume SUA, Italia, Germania, Australia, România, Brazilia, Polonia, Spania, Filipine, Rusia, Canada, India, Turcia, Columbia, Marea Britanie, Mexic, Africa de Sud, Argentina, Indonezia, Vietnam, Pakistan, Arabia Saudită, Franța etc, pentru a se asigura că serviciile și suportul sunt la îndemâna clienților. Această rețea extinsă de birouri permite Tenda să răspundă eficient nevoilor clienților săi la nivel global. 
Reprezentanța din România, Tenda Romania SRL, gestionează activitățile companiei și în regiunea sudică și centrală a Europei, incluzând țări precum România, Moldova, Grecia, Bulgaria, Ungaria, Cipru, Slovenia, Macedonia de Nord, Croația, Serbia, Cipru, Albania, Bosnia și Herțegovina, Muntenegru precum și alte regiuni și țări din zona Balcanilor. Tenda Romania SRL asigură de asemenea distribuția și suportul tehnic pentru echipamentele de rețea și a sistemelor de securitate marca IP-COM în România și țările enumerate mai sus.

## Produse și servicii
Printre produsele pe care le produce se numără:
- Echipamente de rutare Wi-Fi sau pe fir: Tenda produce o gamă largă de routere, inclusiv modele Wi-Fi 7, Wi-Fi 6, 6E, Wi-Fi 5 și Wi-Fi 4 dar și exclusiv pe fir cu control de AP-uri sau fără. Ruterele Wi-Fi pot fi controlate și cu aplicația de smartphone Tenda WiFi (Android și iOS), pe lângă interfața locală web.

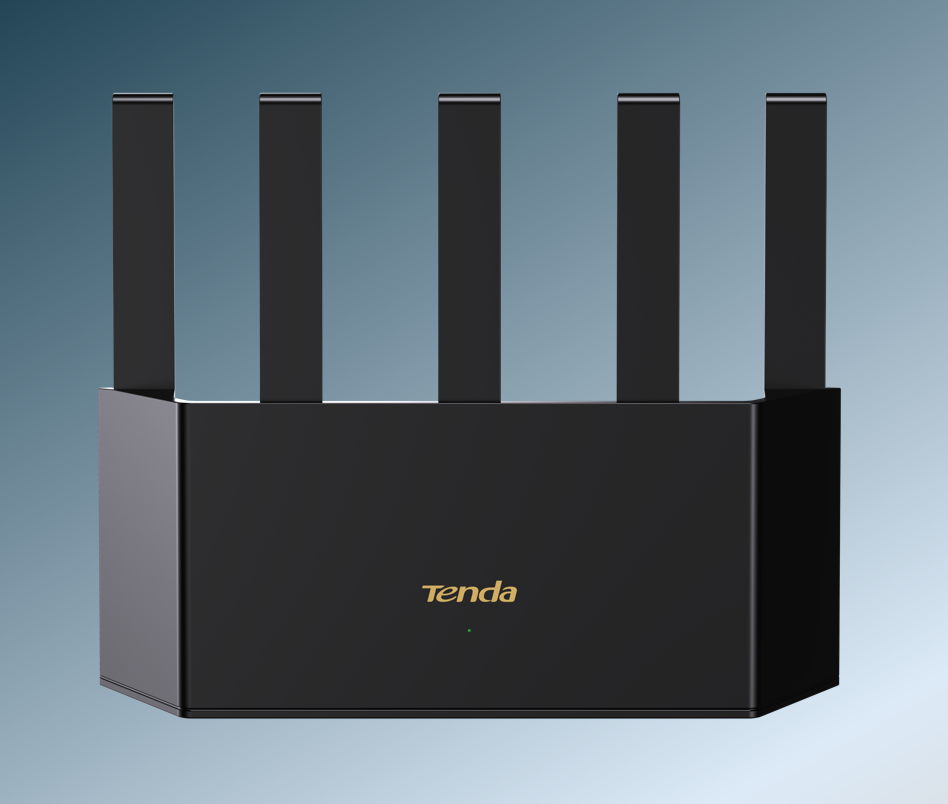
Un router Wi-Fi 6 de la Tenda. În funcție de regiunea de pe mapamond sau canalul de distribuție, același model e vândut sub denumiri diferite. Exemplu: Tenda AX12L Pro (exclusiv China), RX12L Pro (online, în afara Chinei) sau TX12L Pro (retail, în afara Chinei). Această tehnică ajută compania să monitorizeze mai bine vânzările și costurile.

- Sisteme mesh Wi-Fi: Acestea sunt soluții pentru acoperirea întregii case cu Wi-Fi. Acestea pot fi controlate și cu Tenda WiFi. Modelele seria MW sunt configurabile exclusiv din aplicație și nu permit accesul la pagină locală web de gestionare.
- Range Extenders: Acestea sunt dispozitive care extind acoperirea semnalului Wi-Fi. Sunt aparate de mici dimensiuni care se conectează la o rețea Wi-Fi existentă apoi emit o nouă rețea Wi-Fi pentru a extinde suprafața de acoperire.
- Puncte de acces Wi-Fi: AP-urile sunt dispozitive asemănătoare switch-urilor însă care permit accesul la rețea prin Wi-Fi, în loc de cablu. Toate AP-urile trebuie să se conecteze prin cablu Ethernet la rețeaua ce trebuie accesată.
- Adaptoare pentru conectare Wi-Fi: Cunoscute și adaptoare wireless, acestea permit dispozitivelor să se conecteze la o rețea Wi-Fi. Sunt cu montare pe PCIe sau USB.
- Switch-uri: Tenda produce switch-uri diverse cu management sau fără, inclusiv modele PoE (Power over Ethernet), L3, switch-uri stackable (stacabile) etc.

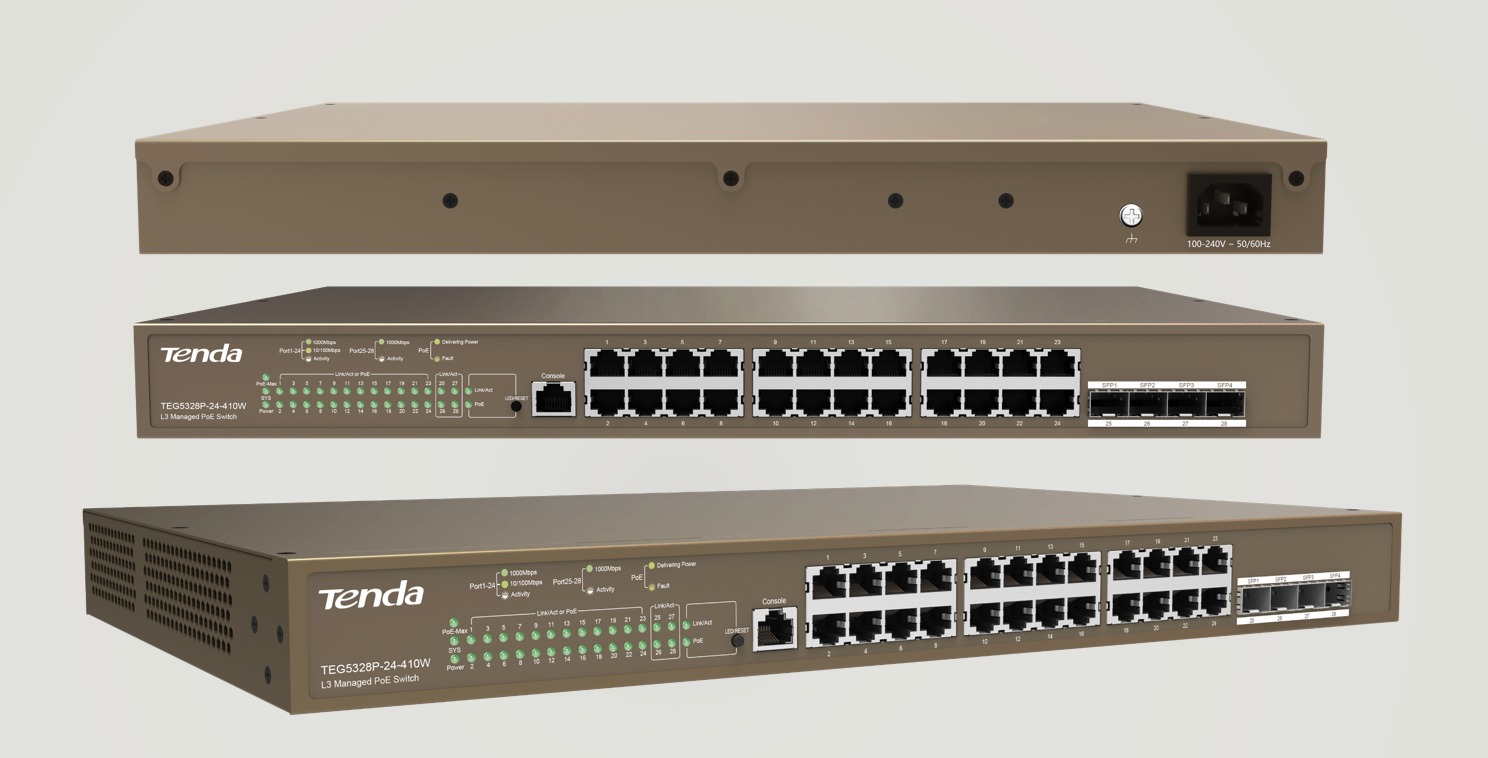
TEG5328P-24-410W este un switch L3 PoE cu management de 24 x GE PoE și 4 x SFP.

- CPE-uri și stații de bază: Dispozitive multifuncționale de comunicare Wi-Fi pe distanțe lungi de până la 25km cu antene direcționale cu unghiuri între 10-120 grade dual-polarizate și utilizate pentru a oferi servicii de telecomunicații către utilizatorii finali.

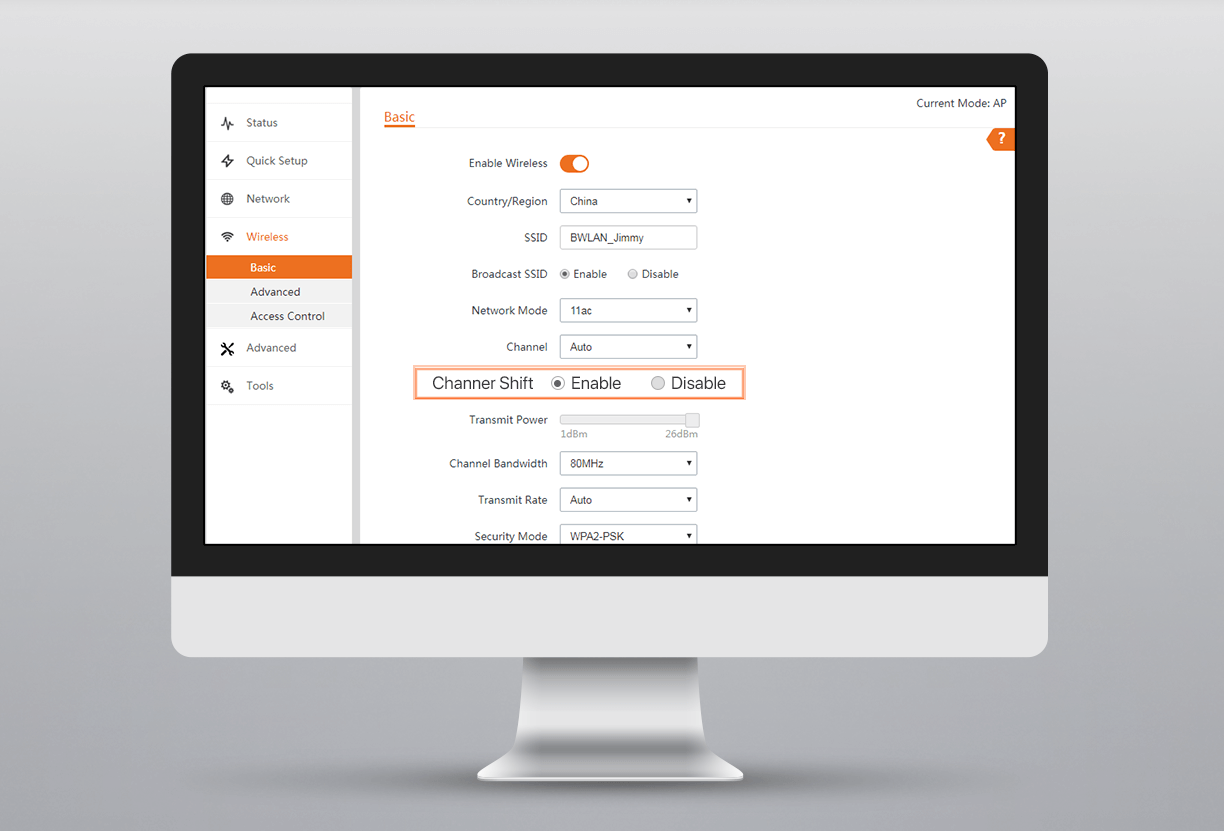
Pagina de configurare a unui CPE (echipament P2P) de la Tenda.

- Antene: Antene direcționale pentru conectarea la stații de bază.
- Adaptoare Powerline pentru extinderea rețelei: Aceste dispozitive sunt extrem de practice, folosind cablurile electrice existente pentru a transmite date informatice, eliminând astfel necesitatea de a instala cabluri Ethernet suplimentare prin clădiri. Unele modele oferă și posibilitatea de a emite rețele Wi-Fi, facilitând și mai mult conectarea.
- Rutere 5G/4G/3G Wi-Fi: Tenda produce și rutere pentru rețele mobile cu partajarea conexiunii prin Wi-Fi.
- Rutere portabile MiFi: Tenda produce și rutere portabile de mici dimensiuni, cu acumulator, cu conectare la rețelele 4G/3G și partajarea conexiunii la internet prin Wi-Fi.
- Echipamente PONT, ONT și OLT: Dispozitivele PONT, ONT și OLT sunt componente esențiale în rețelele optice pasive (PON), care sunt utilizate pentru instalările de tip Fiber-to-the-Home (FTTH) pentru banda largă.
- Media convertoare: Convertoare media cablu cupru - fibră optică.
- Prize, prelungitoare și întrerupătoare inteligente: Dispozitive pentru rețeaua electrică ce funcționează independent, dar dacă se dorește pot fi controlate de la distanță cu aplicația Tenda Beli (Android & iOS). Unele dispozitive pot monitoriza consumul dar pentru asta e nevoie de aplicație.
- Camere IP: Camere IP de supraveghere video și audio care pot fi accesate sau controlate prin internet din aplicația TDSEE (Android & iOS) sau adăugate la NVR-uri prin ONVIF. Pot fi configurate și accesate din interfață locală web, mai puțin seriile CP și RP.

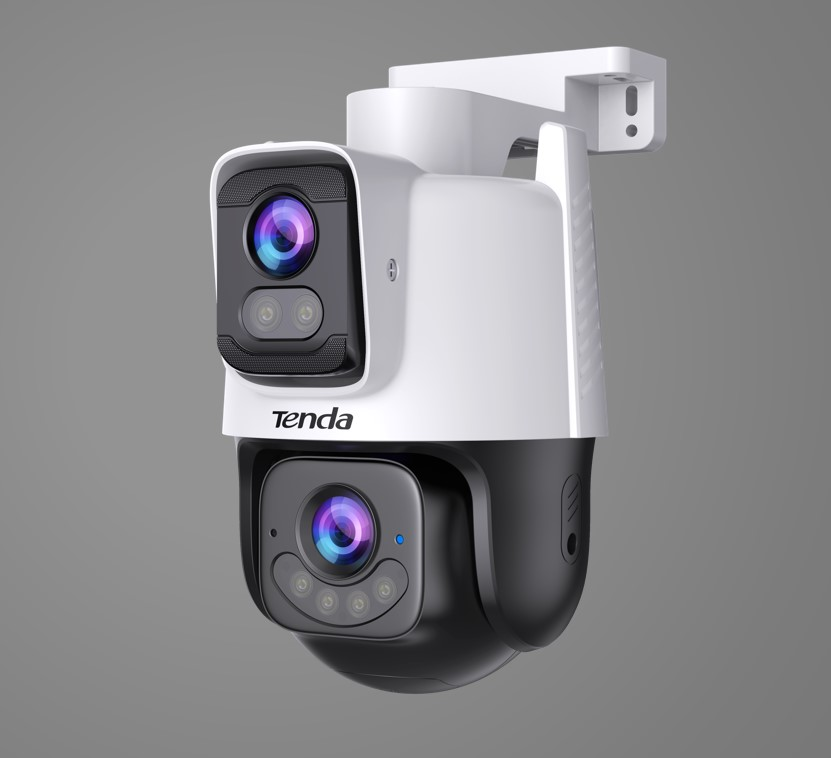
CH9, o cameră IP multidirecțională proiectată și fabricată de Tenda.

- NVR-uri: Tenda oferă o varietate de NVR-uri, inclusiv modele care suportă PoE (Power over Ethernet), înregistrare și ieșire 4K UHD, izolare a sectoarelor defecte ale HDD-ului, stocare în cloud pe canale și compresie video de înaltă performanță H.265+. Aceste NVR-uri sunt potrivite pentru o varietate de scenarii, inclusiv case unifamiliale, magazine, restaurante, birouri, fabrici și ferme. Suportă ONVIF. Pot fi accesate din interfață locală cu conectarea unui maus și monitor, sau din pagină web de pe un PC, sau cu aplicația TDSEE (Android & iOS).

Tenda dezvoltă sisteme logice, software și aplicații de mobil utilizabile cu echipamentele Tenda:
- Tenda WiFi: Tenda WiFi este o aplicație de Android și iOS pentru configurarea inițială, setarea, monitorizarea ruterelor Wi-Fi și sistemelor mesh. Echipamentele pot fi gestionate și din afara rețelei interne și partajarea accesului la echipamente cu alți utilizatori dacă se face autentificarea la aplicație cu un cont Tenda.
- TDSEE: TDSEE e o aplicație de Android și iOS pentru configurarea inițială, setarea, vizualizarea, partajarea camerelor IP și NVR-urilor. Aplicația permite partajarea camerelor către alți utilizatori cu cont Tenda. 
  - Tenda Cloud Storage Service: Serviciul de stocare în cloud pentru camerele IP Tenda este un serviciu de înregistrare plătit dezvoltat de Tenda Smart Cloud, care este mai sigur și mai convenabil în comparație cu metodele tradiționale de stocare (cum ar fi cardurile SD, HDD-urile). După activarea serviciului de stocare în cloud, camera va înregistra și va încărca automat înregistrările în cloud prin intermediul rețelei în timp real. Puteți accesa înregistrările în cloud prin aplicația TDSEE oricând și oriunde și puteți efectua operațiuni precum descărcarea și distribuirea, după cum este necesar. Serviciul de stocare în cloud este ușor, simplu, sigur și rapid. Se oferă stocarea videoclipurilor cu imagine în mișcare pe ultimele 7 sau 30 de zile cu abonament lunar, semestrial sau anual per cameră (per canal). Primele 3 luni după prima activare sunt gratuite, per canal (per cameră).
- Tenda Beli: Aplicație de Android și iOS pentru controlul remote, dacă se dorește, a întrerupătoarelor, prizelor și prelungitoarelor inteligente din seria Beli. Se pot crea reguli automate de funcționare, integra cu Google Home și Alexa, controla de la distanță și monitoriza consumul energetic (pentru unele modele).
- CPE Assistant: Un software instalabil pe sistemele Microsoft Windows pentru detectarea, monitorizarea, actualizarea și configurarea limitată față de interfața web locală, a dispozitivelor de comunicare pe distanțe lungi, anume CPE-uri și stații de bază din seria O și B.
- Tenda Security Search Tool: Un software pentru Microsoft Windows pentru detectarea, actualizarea și configurarea limitată a camerelor IP Tenda, mai puțin pentru camerele din seria CP și RP.[11]

Shenzhen Jixiang Tenda Technology Co., Ltd. oferă asistență și suport gratuit pentru serviciile și echipamentele marca Tenda, atât înainte, cât și după vânzare. Compania prestează servicii de proiectare, design, elaborare a documentației tehnice, verificare și testare în laboratoare proprii și independente, certificare internațională efectuată de organizații terțe, producție, asamblare, ambalare, verificare QA, împachetare, logistică și livrare, toate acestea fiind realizate în cadrul sistemului ODM oferit.

## Inovații, tehnologii, brevete

### Brevete
Doar pentru anul 2020, Shenzhen Jixiang Tenda Technology Co., Ltd. avea 39 de cereri de brevete de invenție. Și-a depus brevetele cel mai des în China dar și în alte țări. Brevetele sunt pentru diverse tehnologii: 
- Sistem de testare a fiabilității apărării împotriva atacurilor.
- Sistem și metodă de rețea MESH de rezervă cu mai multe benzi și mai multe căi.
- Metodă de convergență multi-bandă pentru rețele fără fir inteligente.
- Metodă și dispozitiv pentru testarea performanței caracteristice OFDMA (Acces multiplu cu diviziune ortogonală a frecvenței) pentru 802.11ax.
- Sistem de testare și metodă de testare pentru optimizarea modului de rețea a routerului 3G/4G.
- Metoda de testare a performanței tunelului concurent bazată pe SD-WAN.
- Metoda și dispozitivul de transmitere a pachetelor de date etc.[12]

Tenda a avut și dispute legale pe anumite tehnologii. Tenda a fost implicată într-un caz de infringement de patente cu American Patents LLC. Aceasta a dat în judecată Shenzhen Tenda Technology Co., Ltd. pentru încălcarea directă a trei patente americane: U.S. Patent Nos. 7.088.782, 7.310.304, și 7.706.458. Procesul a fost inițiat pe 26 noiembrie 2019 și s-a încheiat cu un judgement în default împotriva Shenzhen Tenda Technology Co., Ltd. pe 25 iunie 2021.

### Câteva tehnologii proprietare
Tenda Wi-Fi+ este o funcție exclusivă oferită de Tenda Technology pentru routerele lor, care permite extinderea acoperirii Wi-Fi și îmbunătățirea experienței de internet prin tehnologia Wi-Fi 6. Funcția Tenda Wi-Fi+ este legată de tehnologia mesh. Aceasta permite ca mai multe routere Tenda să colaboreze pentru a forma o rețea unică, extinsă, care oferă o acoperire Wi-Fi îmbunătățită în întreaga casă sau birou. Cu Wi-Fi+ și tehnologia Mesh, dispozitivele se conectează automat la cel mai apropiat router pentru a asigura cea mai bună conexiune posibilă, fără întreruperi sau pierderi de semnal pe măsură ce te deplasezi dintr-o zonă în alta.
- Ultra-Wide Coverage: Cu ajutorul funcției Wi-Fi+, routerele Tenda pot fi interconectate cu un singur clic, extinzând astfel acoperirea Wi-Fi și asigurând acces la internet de mare viteză Wi-Fi 6 în întreaga casă, chiar și pentru apartamentele mari.
- Compatibilitate mesh: Tenda Wi-Fi+ este compatibil cu tehnologia Mesh, ceea ce înseamnă că poate crea o rețea de acoperire Wi-Fi în întreaga locuință, eliminând zonele fără semnal și oferind roaming fără întreruperi.
- Suport pentru mai multe moduri: Routerele Tenda cu Wi-Fi+ suportă mai multe moduri de operare, inclusiv modul router, AP și repetor, permițându-le să se adapteze ușor la diferite scenarii de utilizare a internetului.[15]

Funcția One-click optimisation de la Tenda este o caracteristică proiectată pentru a îmbunătăți performanța și stabilitatea rețelei wireless cu un singur clic. Aceasta poate include ajustări automate ale setărilor routerului, cum ar fi selecția celui mai bun canal wireless, ajustarea puterii de semnal sau optimizarea securității rețelei. Scopul este de a face ca procesul de optimizare să fie cât mai simplu și rapid posibil, fără a necesita cunoștințe tehnice avansate din partea utilizatorului. Pentru a utiliza această funcție, de obicei, trebuie să accesați interfața de administrare a routerului Tenda și să căutați opțiunea de One-click optimisation sau un buton similar. După ce faceți clic pe această opțiune, routerul va efectua automat ajustările necesare pentru a îmbunătăți performanța rețelei Wi-Fi.
Tehnologia TD-MAX este un protocol de tip TDMA (Time Division Multiple Access) proprietar Tenda și mult îmbunătățit, care permite îmbunătățirea performanței și capacitații în aplicațiile de wireless PtMP (Point-to-Multipoint) de exterior pentru CPE-uri (Customer Premises Equipment) și stații de bază. În exterior, dispozitivele CPE utilizează antene direcționale puternice prin care se realizează conexiunea fără fir pe distanțe mari, de câțiva kilometri. În general, dispozitivele CPE nu se detectează între ele, acestea operând ca și noduri ascunse, iar accesul în canalul wireless nu este coordonat. Din acest motiv, se întâmplă adesea să existe un acces simultan din partea mai multor stații care transmit în același timp. Pe măsură ce rețeaua se dezvoltă, solicitările de acces simultan cresc exponențial, conducând la sporirea întârzierilor și la reducerea performanței. TD-MAX permite coordonarea tuturor transmisiilor de date și alocarea de timp clienților activi, asigurând o imunitate față de zgomot superioară celei oferite de protocolul tradițional 802.11 CSMA/CA (Carrier Sense Multiple Access/Collision Avoidance).
Channel Shift de la Tenda este o caracteristică proiectată pentru a îmbunătăți performanța rețelelor wireless prin evitarea interferențelor pentru unele CPE-uri și stații de bază dar și pentru unele AP-uri:
- Evitarea Interferențelor: Channel Shift permite CPE-urilor și stațiilor de bază de la Tenda să decalajeze frecvența centrală cu 5MHz mai sus, ajutând astfel la evitarea interferențelor de la punctele de acces (AP) sau CPE-uri apropiate.
- Throughput mai mare: Prin evitarea interferențelor, Channel Shift contribuie la livrarea unui throughput mai mare, ceea ce înseamnă că datele pot fi transmise mai rapid și mai eficient prin rețea.
- Aplicabilitate: Această funcție este utilă în scenarii unde există multe rețele wireless în proximitate, cum ar fi în zonele urbane dense sau în clădiri de birouri, unde riscul de interferențe este crescut.[19]